# Nessa Childers
Nessa Maria Vereker Childers (Dublin, 9 oktober 1956) is een Iers politica die sinds 2009 zitting heeft in het Europees Parlement. Ze is een dochter van Erskine H. Childers, president van Ierland. Childers is lid van de groep van de Progressieve Alliantie van Socialisten en Democraten in het Europees Parlement.
Van 2004 tot 2008 zat zij in de raad van het graafschap (county) Dun Laoghaire-Rathdown aan de Ierse oostkust bij Dublin. Sinds 2009 is ze lid van de Commissie voor milieubeheer, volksgezondheid en voedselveiligheid (ENVI) van het EP.